# Seznam obcí v Burgenlandu
Toto je seznam obcí v rakouské spolkové zemi Burgenland.

| - Andau - Antau - Apetlon | - Bad Sauerbrunn - Bad Tatzmannsdorf - Badersdorf - Baumgarten - Bernstein - Bildein - Bocksdorf - Breitenbrunn - Bruckneudorf | - Deutsch Jahrndorf - Deutsch Kaltenbrunn - Deutsch Schützen-Eisenberg - Deutschkreutz - Donnerskirchen - Draßburg - Draßmarkt |
| - Eberau - Edelstal - Eisenstadt - Eltendorf | - Forchtenstein - Frankenau-Unterpullendorf - Frauenkirchen | - Gattendorf - Gerersdorf-Sulz - Gols - Grafenschachen - Großhöflein - Großmürbisch - Großpetersdorf - Großwarasdorf/Veliki Borištof - Güssing - Güttenbach                                                                          |
| - Hackerberg - Halbturn - Hannersdorf - Heiligenbrunn - Heiligenkreuz im Lafnitztal - Heugraben - Hirm - Horitschon - Hornstein                                                                                               | - Illmitz - Inzenhof | - Jabing - Jennersdorf - Jois |
| - Kaisersdorf - Kemeten - Kittsee - Kleinmürbisch - Klingenbach - Kobersdorf - Kohfidisch - Königsdorf - Krensdorf - Kukmirn                                                                                                  | - Lackenbach - Lackendorf - Leithaprodersdorf - Litzelsdorf - Lockenhaus - Loipersdorf-Kitzladen - Loretto - Lutzmannsburg | - Mannersdorf an der Rabnitz - Mariasdorf - Markt Allhau - Markt Neuhodis - Markt Sankt Martin - Marz - Mattersburg - Minihof-Liebau - Mischendorf - Mogersdorf - Mönchhof - Mörbisch am See - Moschendorf - Mühlgraben - Müllendorf |
| - Neckenmarkt - Neuberg im Burgenland - Neudorf bei Parndorf - Neudörfl - Neufeld an der Leitha - Neuhaus am Klausenbach - Neusiedl am See - Neustift an der Lafnitz - Neustift bei Güssing - Neutal - Nickelsdorf - Nikitsch | - Oberdorf im Burgenland - Oberloisdorf - Oberpullendorf - Oberschützen - Oberwart - Oggau am Neusiedler See - Olbendorf - Ollersdorf im Burgenland - Oslip/Uzlop | - Pama - Pamhagen - Parndorf - Pilgersdorf - Pinkafeld - Piringsdorf - Podersdorf am See - Pöttelsdorf - Pöttsching - Potzneusiedl - Purbach am Neusiedler See                                                                       |
| - Raiding - Rauchwart - Rechnitz - Riedlingsdorf - Ritzing - Rohr im Burgenland - Rohrbach bei Mattersburg - Rotenturm an der Pinka - Rudersdorf - Rust                                                                       | - Sankt Andrä am Zicksee - Sankt Margarethen im Burgenland - Sankt Martin an der Raab - Sankt Michael im Burgenland - Schachendorf - Schandorf - Schattendorf - Schützen am Gebirge - Siegendorf - Sieggraben - Sigleß - Stadtschlaining - Stegersbach - Steinberg-Dörfl - Steinbrunn - Stinatz - Stoob - Stotzing - Strem | - Tadten - Tobaj - Trausdorf an der Wulka - Tschanigraben |
| - Unterfrauenhaid - Unterkohlstätten - Unterrabnitz-Schwendgraben - Unterwart | - Wallern im Burgenland - Weichselbaum - Weiden am See - Weiden bei Rechnitz - Weingraben - Weppersdorf - Wiesen - Wiesfleck - Wimpassing an der Leitha - Winden am See - Wolfau - Wörterberg - Wulkaprodersdorf | - Zagersdorf - Zemendorf-Stöttera - Zillingtal - Zurndorf |